# Abrantes (Madrid)
Abrantes es el barrio n.° 117 de la ciudad de Madrid, uno de los siete que componen el distrito de Carabanchel. Cuenta con 30.857 habitantes (Padrón Municipal, 2007). Su nombre coincide con la vía principal del barrio, la avenida de Abrantes.
Limita, al norte, en la Avenida de Oporto, con el barrio de Opañel; al sur, en la avenida de los Poblados, con el barrio de Buenavista; al oeste, en el Camino Viejo de Leganés, con el barrio de Puerta Bonita; y al este, en la Carretera de Toledo, con el distrito de Usera.
La avenida de Abrantes comienza en la plaza Fernández Ladreda, más conocida como Plaza Elíptica (líneas 6 y 11 de Metro), y finaliza en la avenida de los Poblados.

## Calles principales
- Avenida de Abrantes:

La principal; por ella pasan las líneas de autobuses 47 (Carabanchel Alto-Atocha) y 247 (San José Obrero-Atocha).
- Camino Viejo de Leganés:

Paralelo a la Avenida de Abrantes, es el principal eje comercial del barrio. Comienza en Urgel (General Ricardos) y finaliza en Pan Bendito. Es una de las calles más animadas del barrio, donde se puede encontrar todo tipo de comercios.
Por ella circulan la línea 118 (Carabanchel Alto-Embajadores). Que recorre gran parte de General Ricardos (la calle principal de Carabanchel).
- Vía Lusitana:

Otra calle importante es la Vía Lusitana, gran avenida que tiene poco más de 10 años tras su remodelación. Es conocida por la cantidad de flores, plantas y árboles y su gran paseo a ambos lados de la vía. Los jueves se celebra un mercadillo en este lugar.

## Barriadas

### Pan Bendito
La colonia de Pan Bendito se encuentra ubicado en el barrio de Abrantes en el distrito de Carabanchel (Madrid). Se trata de una colonia humilde de Carabanchel también conocida como PanBen.
Pan Bendito limita al norte con la calle Carcastillo (con la tapia de la finca de Vistalegre, "el muro de Berlín de Carabanchel"), al sur con la Vía Lusitana, al oeste con la calle Belzunegui y al este con el final del Camino Viejo de Leganés. La calle Besolla atraviesa este barrio.
En los años 1957 y 1963 se construyen las colonias de Vista Alegre y la Unidad Vecinal de Absorción de Pan Bendito, concebidas con carácter provisional para alojar a población obrera, y como ocurrió en otros distritos de la capital, Carabanchel sufrió un intenso flujo de inmigrantes provenientes de otros lugares de España.
El Instituto Nacional de la Vivienda realizó el Programa de Remodelación de Barrios en 1980, mediante el que se realojó a las familias que vivían en estas colonias. El área se sitúa en al norte de la avenida de los Poblados, entre la vía Lusitana, la calle Carcastillo y la del Real Madrid.
La zona de Pan Bendito corresponde a dos ámbitos definidos (Torres Garrido – Pan Bendito, y Abrantes Sur).
Pan Bendito se estructura a partir de dos ejes viarios principales, la Vía Lusitana y la Avenida de los Poblados, a los que se añaden otros dos ejes de carácter distrital, la Avenida de Abrantes y la calle Padre Amigó.
La trama urbana es la característica de las colonias de bloque abierto, adaptada a la topografía, formando grandes manzanas. Hay una elevada proporción de espacio libre peatonal.
Se encuentran tres clases de tipologías edificatorias construidas entre 1975 y 1990:
1.- la edificación abierta en bloques lineales de 6 a 8 plantas.
2.- las torres de 10 a 14 alturas.
3.- y los bloques lineales de doble crujía.
Señalar algunos hitos importantes:
1.- Entre 1963 y 1964 se construyó la iglesia de San Benito por Luis Vázquez de Castro Sarmiento. Desde el primer momento se convirtió en el corazón del barrio y, sin duda, en el germen de la transformación de ese poblado marginal con el párroco Hilario Peña y posteriormente con los párrocos salesianos Fernando Domenech, Julio Díez, Julio Yague, Atanasio Serrano y el diocesano Pedro Manuel Arcas y la comunidad de San Egidio.
2.- En 2000 se hizo una rehabilitación de toda la trama urbana y de los espacios interbloques. Dicha rehabilitación fue realizada a petición de la Asociación de Vecinos de Pan Bendito.
3.- En 2005 se inauguró la instalación deportiva "Los Poblados", así como todo el parque que lo rodea al otro lado de la avenida de los Poblados.
4.- En 2009 se inauguró el parque de Pan Bendito. A dicha inauguración asistió el Langui, quien aprovechó para reivindicar actuaciones para el barrio.
Señalar, por último, que en este barrio la sociedad civil es muy activa (Parroquia, Comunidad de San Egidio, Asociación Pan Bendito, Asociación de Vecinos Guernica, Fundación Secretariado Gitano, Asociación Promoción Comunitaria, Asociación La Rosaleda, Asociación Paso a Paso en Pan Bendito...), que han consolidado una red social con numerosos proyectos en marcha (relacionados con la dinamización vecinal, el empleo...).
En este sentido junto con la parroquia el "Centro Vecinal Guernica" es foco de actividades e iniciativas.
Destaca también el Langui y el grupo de hip-hop La Excepción que son del barrio.
- Transportes:

Autobuses:
Por este barrio pasan las líneas de autobuses 108 (Oporto-Cementerio de Carabanchel), 118 (Embajadores-La Peseta), 47 (Atocha-Carabanchel Alto).
Además pasan autobuses verdes que van a Leganés 485 y 484.
Metro:
En 1998 fue inaugurado el primer tramo de la línea 11 "Plaza Elíptica - Pan Bendito" y en 2007 el segundo tramo de la línea 11 "Pan Bendito - La Peseta".
Personajes importantes:

### Colonia Velázquez
Esta colonia se encuentra entre la avenida de Abrantes y la vía Lusitana.

### San Vicente de Paúl
Esta barriada abarca las calles de Antonio Moreno, Argüeso, Pelicano. El corazón del barrio se encuentra la zona de la iglesia de San Vicente de Paúl y la plaza con el mismo nombre.
Esta plaza es un lugar de encuentro, donde además en septiembre se celebraban las fiestas de San Vicente de Paúl quedando totalmente peatonal.
A pocos metros se encuentra el polideportivo de San Vicente de Paúl, recientemente remodelado. Cuenta con piscina de verano, campo de fútbol, pistas de tenis, padel. Durante toda la semana hay actividades como gimnasia, aerobic, etc.
- Transportes:

Metro:
La estación de metro de este barrio es la de Opañel, línea 6. Durante mucho tiempo esta estación fue la única del barrio de Abrantes por lo que la gente tenía que desplazarse hasta Opañel o a Oporto cuando querían coger el metro.
Autobuses:
La principal vía de esta barriada es la avenida de Oporto (a la altura del metro de Opañel) por donde pasan la mayoría de autobuses como el 55, 81, autobuses verdes que van a Leganés.

## Equipamientos

### Sanitarios
Hospitales
Futuro Hospital de Carabanchel
Carabanchel es un distrito con 250.000 habitanites; sin embargo, actualmente carece de un hospital propio, pese a que ciudades del sur de Madrid con menor población, como es el caso de Leganés, Fuenlabrada, Alcorcón o Móstoles tienen sus propios hospitales.
Después de tanto tiempo de espera el Hospital de Carabanchel se construirá en los antiguos terrenos de la cárcel. Dará servicio a los vecinos de Latina-Carabanchel y descongestionará el ya sacurado Hospital 12 de Octubre. En octubre de 2008 la cárcel fue demolida, sin embargo, de momento no se han iniciado las obras de construcción del nuevo hospital.

Ambulatorio
Aguacate es el ambulatorio de Carabanchel. Se encuentra en Carabanchel Alto. A él acuden a los especialistas los pacientes de todos los centros de salud del Distrito.
Se puede llegar a él en autobús en las líneas 47 108 118 121 131 y en Metro se encuentra cerca de la estación de Carabanchel Alto.
Centro de salud
| Centro de Salud | Dirección                      |
| --------------- | ------------------------------ |
| Abrantes        | Av. Abrantes, 55-57 (Abrantes) |

### Polideportivos
| Nombre              | Dirección  | Barrio   |
| ------------------- | ---------- | -------- |
| San Vicente de Paul | C/Pelícano | Abrantes |

### Cultura y educación
Centros culturales

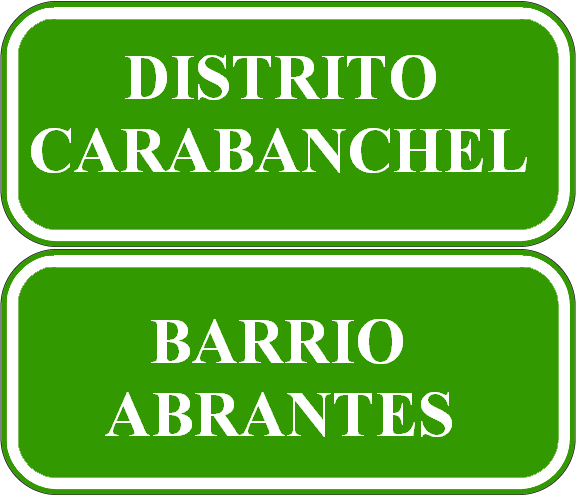
Abrantes es un barrio de Carabanchel

Todos los barrios tienen un centro cultural. La excepción es Abrantes, que no cuenta con ninguno. Los más próximos al barrio de Abrantes son los centros culturales de Oporto y San Francisco-La Prensa.
| Centro cultural         | Dirección             | Barrio        | Autobuses               | Metro         |
| ----------------------- | --------------------- | ------------- | ----------------------- | ------------- |
| Oporto                  | Avda de Oporto n.º 78 | Opañel        | 34 35 55 81 108 118 247 | Opañel Oporto |
| San Francisco-La Prensa | C/Aliseda n.º 4       | Puerta Bonita | 47 108 118 121 131 155  | San Francisco |

Centros culturales de mayores
| Centro        | Dirección                   | Barrio   |
| ------------- | --------------------------- | -------- |
| Tierno Galván | C/Carrero Juan Ramón n.º 44 | Abrantes |

Educación infantil, primaria y secundaria
En el distrito de Carabanchel, hay 35 guarderías (6 públicas y 29 privadas), 17 colegios públicos de educación infantil y primaria, 8 institutos de educación secundaria y 24 colegios privados (con y sin concierto).

### Bibliotecas públicas
Bibliotecas Comunidad de Madrid
El barrio de Abrantes cuenta con un Biblioteca de la Comunidad de Madrid.
| Biblioteca  | Dirección                      |
| ----------- | ------------------------------ |
| Pan Bendito | C/Camino Viejo de Leganés, 188 |

## Zonas verdes
El pulmón de este barrio es el Parque de Emperatriz María de Austria, más conocido por todos como Parque Sur. Es una de las mayores zonas verdes de Carabanchel. En él se encuentra a una gran pista de bicicletas, un lago, dos pistas de fútbol sala, campos de fútbol, rocódromo, etc.
Además, en este parque está la famosa escuela de fútbol de Carabanchel y muy cerca el campo de Velázquez.

## Transportes

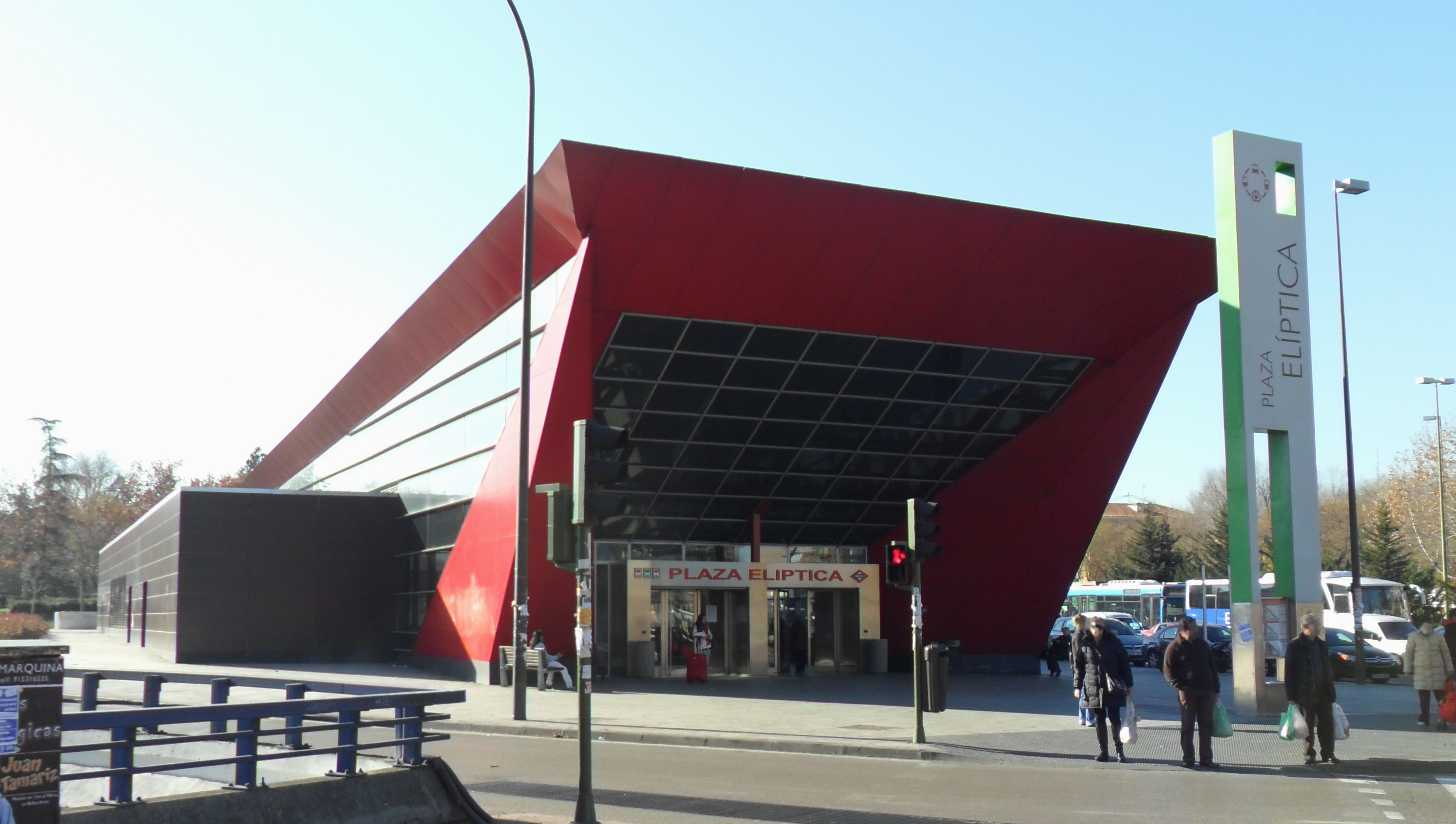
Estación de Plaza Elíptica

Abrantes es uno de los barrios mejor comunicados de Carabanchel:
- Metro

La línea  de Metro le recorre con las estaciones de Plaza Elíptica, Abrantes y Pan Bendito. Esta línea ha sido ampliada hasta el PAU de Carabanchel. La línea 11 fue ampliada hasta la Fortuna (Leganés) y al norte hasta Atocha o incluso Chamartín. La línea 6 cuenta con las estaciones de Opañel y Oporto.
| Línea Metro | Estaciones en Abrantes, Carabanchel    |
| ----------- | -------------------------------------- |
|             | Plaza Elíptica                         |
|             | Plaza Elíptica, Abrantes, Pan Bendito, |

La forma más rápida de llegar al centro es en Metro. Desde la parada de Oporto apenas se tarda 15 minutos. En autobús 35 (Plaza Mayor) y 34 (Cibeles) se tarda bastante más.
- Autobuses

Carabanchel tiene dos intercambiadores de autobuses, el de Oporto en superficie y el de Plaza Elíptica, subterráneo recientemente construido. De él salen numerosos autobuses que conectan Madrid con Leganés, Getafe, Parla, Yuncos o Toledo. Este intercambiador además está conectado con las líneas de Metro 6 y 11.
- Carreteras

LLegar hasta el barrio de Abrantes es muy fácil:
La carretera de Toledo empieza en la Plaza Elíptica.
Desde la M40, puedes entrar a Carabanchel por las siguientes salidas:
La Fortuna-Cuatro Vientos (Saliendo muy cerca del aeródromo)
Av de Carabanchel.
Vía Lusitana (salida directa al barrio del PAU de
Carabanchel, Pan Bendito y Abrantes).